# Johann IV. von Manderscheid-Blankenheim

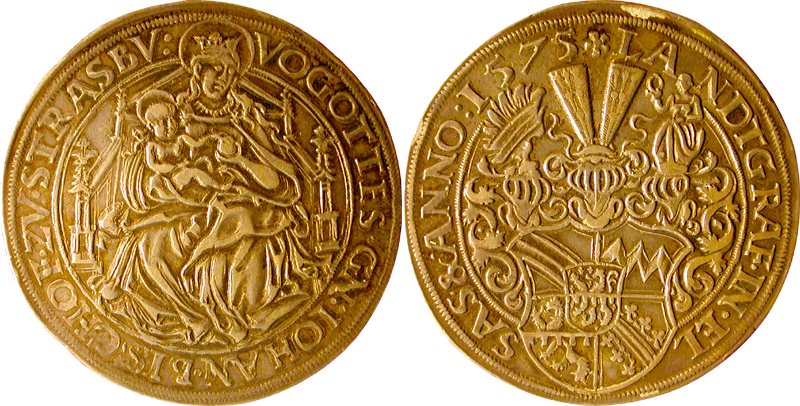
Thaler aus 1575 von Johann IV.

Johann von Manderscheid-Blankenheim (* 8. Februar 1538; † 2. Mai 1592 in Saverne) war von 1569 bis 1592 Bischof von Straßburg.

## Leben
Johann war zweitältester Sohn des Grafen Arnold I. von Manderscheid-Blankenheim (1500–1548) und Gräfin Margarethe (1516–1572), Tochter von Graf Johann III. von Wied-Runkel (1485–1533) und Gräfin Elisabeth von Nassau-Dillenburg (1488–1559). Sein Onkel Graf Friedrich IV. von Wied (1518–1568) war von 1562 bis 1567 Erzbischof von Köln und seine Schwester Gräfin Elsabeth von Manderscheid-Blankenheim (1544–1586) war von 1575 bis 1578 Fürstäbtissin des Reichsstiftes Essen.
Schon mit jungen Jahren wurde Johann 1547 als Domherr Mitglied des Kölner Domkapitels. Im Jahr 1562 war er Domscholaster und 1567 Kapuziner.
Nach dem Rücktritt seines Onkels Friedrich IV. von Wied als Kölner Erzbischof fanden im Herbst 1567 Neuwahlen statt. Johann konnte sich aber dabei nicht gegen Graf Salentin von Isenburg behaupten. Am 4. November 1568 resignierte er schließlich auf seine Kölner Ämter und setzte sich bei der Bischofswahl zu Straßburg am 26. Januar 1569 dann gegen den Pfalzgrafen Reichard von Pfalz-Simmern durch, wird aber erst im Sommer 1573 in Rom von Papst Gregor XIII. im Amt bestätigt.
Er berief 1580 die Jesuiten nach Molsheim, deren erster Rektor Jakob Ernfelder zu seinen vertrauten Ratgebern zählte.